# یک وفاداری بالاتر: حقیقت، دروغ و رهبری
یک وفاداری بالاتر: حقیقت، دروغ و رهبری خاطرات جیمز کومی رئیس سازمان سابق اف‌بی‌آی است.
این کتاب که به عنوان یکی از ۱۰ کتاب مهم سال ۲۰۱۸ شناخته شده در ۳۰۴ صفحه از سوی انتشارات فلاریون بوکز راهی بازار شده‌است. این کتاب برای نخستین بار توسط علی سلامی به فارسی ترجمه و در ۱۸ اردیبهشت ۱۳۹۷ از سوی انتشارات مهراندیش منتشر شد.

## دربارهٔ کتاب
در این کتاب، جیمز کومی اطلاعات ناشنیده‌ای را دربارهٔ جنبه‌های تاریک سیاست‌های آمریکا ارائه می‌دهد و به بررسی ویژگی‌های رهبریِ اخلاقی می‌پردازد و پس از بررسی ساختار خانواده‌های مافیایی در آمریکا و دیدگاه سران مافیا نشان می‌دهد که دونالد ترامپ رئیس‌جمهور آمریکا نیز همان سبک و ویژگی‌های یک رئیس مافیایی را داراست و با همان نگرش بر آمریکا حکومت می‌کند.
کومی خواننده را به سفری در تاریخ آمریکا از گذشته و سپس حادثه یازده سپتامبر می‌برد. از دیدگاه او آمریکا کشوری است که دروغ‌گویان سیاست آن را در دست گرفته‌اند و آن را به ورطه نابودی می‌کشانند. کومی خود را وفادار می‌شناسد، اما نه وفادار به زورگویی و رؤسای زورگو و نادان که وفادار به ارزش‌های ماندگار انسانی و حاکمان خیرخواه و مصلحت‌اندیش.